# Tekija (Paraćin)
Pour les articles homonymes, voir Tekija.
Tekija (en serbe cyrillique : Текија) est une localité de Serbie située dans la municipalité de Paraćin, district de Pomoravlje. Au recensement de 2011, elle comptait 1 257 habitants.
Tekija est officiellement classée parmi les villages de Serbie.

## Démographie

### Évolution historique de la population
| 1948 | 1953 | 1961 | 1971 | 1981 | 1991  | 2002  | 2011  |
| ---- | ---- | ---- | ---- | ---- | ----- | ----- | ----- |
| 316  | 415  | 436  | 542  | 960  | 1 169 | 1 251 | 1 257 |

|  |